# Liên đoàn Thiên văn Quốc tế
Liên đoàn Thiên văn Quốc tế hay Hiệp hội Thiên văn Quốc tế, viết tắt theo tiếng Anh là IAU (International Astronomical Union), là hiệp hội của các hiệp hội thiên văn học khắp nơi trên thế giới.
IAU là một tổ chức phi chính phủ quốc tế, và là thành viên liên hiệp của Hội đồng Khoa học Quốc tế (ISC) , và của Hội đồng Quốc tế về Khoa học (ICSU) trước đây.

## Nhiệm vụ
Nó là tổ chức được biết đến với trọng trách đặt tên cho các chòm sao, sao, hành tinh, tiểu hành tinh và các thiên thể cùng các hiện tượng thiên văn.
Trong các nhóm làm việc có Nhóm phân loại hành tinh (WGPSN), có nhiệm vụ thực hiện quy ước đặt tên thiên văn và phân loại hành tinh cho các hành tinh. IAU cũng có trách nhiệm với Điện tín Thiên văn, mặc dù tổ chức này không điều hành nhóm này. Nhóm Trung tâm Tiểu hành tinh (MPC), là một trung tâm cho các vật thể phi hành tinh và phi vệ tinh tự nhiên trong Hệ Mặt Trời, cũng do IAU điều hành.
IAU được sáng lập năm 1919, theo sau một loạt các hợp tác quốc tế trên lĩnh vực thiên văn như Carte du Ciel, hay Hiệp hội Mặt Trời hay Văn phòng Thời gian Quốc tế (Bureau International de l'Heure). Giám đốc đầu tiên là Benjamin Baillaud.
IAU hiện có 9598 thành viên cá nhân, gồm chủ yếu là các nhà thiên văn chuyên nghiệp (có bằng tiến sĩ về chuyên ngành) và 63 thành viên quốc gia. 87% thành viên là nam giới; còn lại 13% là nữ giới.

## Tổ chức, các ủy ban
| Mã   | Ủy ban                                                       | Tên gốc                                                   |
| ---- | ------------------------------------------------------------ | --------------------------------------------------------- |
| C 4  | Lịch thiên văn                                               | Ephemerides                                               |
| C 5  | Tài liệu & dữ liệu thiên văn                                 | Documentation & Astronomical Data                         |
| C 6  | Điện báo thiên văn học                                       | Astronomical Telegrams                                    |
| C 7  | Cơ học thiên thể và thiên văn động lực học                   | Celestial Mechanics & Dynamical Astronomy                 |
| C 8  | Kỹ thuật đo thiên văn                                        | Astrometry                                                |
| C 10 | Hoạt động mặt trời                                           | Solar Activity                                            |
| C 12 | Bức xạ mặt trời và cấu trúc                                  | Solar Radiation & Structure                               |
| C 14 | Dữ liệu phân tử & nguyên tử                                  | Atomic & Molecular Data                                   |
| C 15 | Nghiên cứu vật lý của sao chổi và tiểu hành tinh             | Physical Study of Comets & Minor Planets                  |
| C 16 | Nghiên cứu vật lý của hành tinh & các vệ tinh                | Physical Study of Planets & Satellites                    |
| C 19 | Sự quay của Trái Đất                                         | Rotation of the Earth                                     |
| C 20 | Vị trí & chuyển động tiểu hành tinh, sao chổi và các vệ tinh | Positions & Motions of Minor Planets, Comets & Satellites |
| C 21 | Bức xạ nền thiên hà và ngoài thiên hà                        | Galactic and Extragalactic Background Radiation           |
| C 22 | Thiên thạch và bụi liên hành tinh                            | Meteors, Meteorites & Interplanetary Dust                 |
| C 25 | Trắc quang thiên văn và phân cực                             | Astronomical Photometry and Polarimetry                   |
| C 26 | Sao kép và đa sao                                            | Double & Multiple Stars                                   |
| C 27 | Sao biến đổi                                                 | Variable Stars                                            |
| C 28 | Các thiên hà                                                 | Galaxies                                                  |
| C 29 | Quang phổ sao                                                | Stellar Spectra                                           |
| C 30 | Tốc độ xuyên tâm                                             | Radial Velocities                                         |
| C 31 | Thời gian                                                    | Time                                                      |
| C 33 | Cấu trúc & động lực học của hệ thống thiên hà                | Structure & Dynamics of the Galactic System               |
| C 34 | Vật chất giữa các sao                                        | Interstellar Matter                                       |
| C 35 | Thể chất các sao                                             | Stellar Constitution                                      |
| C 36 | Lý thuyết khí quyển các sao                                  | Theory of Stellar Atmospheres                             |
| C 37 | Sao mảnh & liên kết                                          | Star Clusters & Associations                              |
| C 40 | Thiên văn vô tuyến                                           | Radio Astronomy                                           |
| C 41 | Lịch sử thiên văn học                                        | History of Astronomy                                      |
| C 42 | Các sao nhị nguyên đóng                                      | Close Binary Stars                                        |
| C 44 | Vật lý thiên văn năng lượng cao & không gian                 | Space & High Energy Astrophysics                          |
| C 45 | Phân loại sao                                                | Stellar Classification                                    |
| C 46 | Thiên văn học & phát triển                                   | Astronomy Education & Development                         |
| C 47 | Vủ trụ luận                                                  | Cosmology                                                 |
| C 49 | Plasma & nhật quyển liên hành tinh                           | Interplanetary Plasma & Heliosphere                       |
| C 50 | Bảo vệ các vị trí đài quan sát hiện tại & tiềm năng          | Protection of Existing & Potential Observatory Sites      |
| C 51 | Bio-thiên văn học                                            | Bio-Astronomy                                             |
| C 52 | Thuyết tương đối trong thiên văn học cơ bản                  | Relativity in Fundamental Astronomy                       |
| C 53 | Hành tinh ngoài hệ mặt trời (WGESP)                          | Extrasolar Planets (WGESP)                                |
| C 54 | Đo giao thoa quang học & hồng ngoại                          | Optical & Infrared Interferometry                         |
| C 55 | Thông tin thiên văn với công chúng                           | Communicating Astronomy with the Public                   |

## Các đại hội
| Nr. | Năm      | Địa điểm       | Nhiệm kỳ  | Chủ tịch                  | Chủ tịch |
| --- | -------- | -------------- | --------- | ------------------------- | -------- |
| 32. | IAU 2024 |                | 2024-2027 |                           |          |
| 31. | IAU 2021 | Busan          | 2021-2024 |                           |          |
| 30. | IAU 2018 | Viên           | 2018-2021 | Ewine F. van Dishoeck     |          |
| 29. | IAU 2015 | Honolulu       | 2015-2018 | Silvia Torres-Peimbert    |          |
| 28. | IAU 2012 | Bắc Kinh       | 2012-2015 | Norio Kaifu               |          |
| 27. | IAU 2009 | Rio de Janeiro | 2009-2012 | Robert Williams           |          |
| 26. | IAU 2006 | Prague         | 2006-2009 | Catherine Jeanne Cesarsky |          |
| 25. | IAU 2003 | Sydney         | 2003-2006 | Ronald D. Ekers           |          |
| 24. | IAU 2000 | Manchester     | 2000-2003 | Franco Pacini (1939-2012) |          |
| 23. | IAU 1997 | Kyōto          |           |                           |          |
| 22. | IAU 1994 | Den Haag       |           |                           |          |
| 21. | IAU 1991 | Buenos Aires   |           |                           |          |
| 20. | IAU 1988 | Baltimore      |           |                           |          |
| 19. | IAU 1985 | New Delhi      |           |                           |          |
| 18. | IAU 1982 | Patras         |           |                           |          |
| 17. | IAU 1979 | Montreal       |           |                           |          |
| 16. | IAU 1976 | Grenoble       |           |                           |          |
| 15. | IAU 1973 | Sydney         |           |                           |          |
| Bt. | IAU 1973 | Warsaw         |           |                           |          |
| 14. | IAU 1970 | Brighton       |           |                           |          |
| 13. | IAU 1967 | Prague         |           |                           |          |
| 12. | IAU 1964 | Hamburg        |           |                           |          |
| 11. | IAU 1961 | Berkeley, CA   |           |                           |          |
| 10. | IAU 1958 | Moskva         |           |                           |          |
| 9.  | IAU 1955 | Dublin         |           |                           |          |
| 8.  | IAU 1952 | Roma           |           |                           |          |
| 7.  | IAU 1948 | Zürich         |           |                           |          |
| 6.  | IAU 1938 | Stockholm      |           |                           |          |
| 5.  | IAU 1935 | Paris          |           |                           |          |
| 4.  | IAU 1932 | Cambridge, MA  |           |                           |          |
| 3.  | IAU 1928 | Leiden         |           |                           |          |
| 2.  | IAU 1925 | Cambridge      |           |                           |          |
| 1.  | IAU 1922 | Roma           |           |                           |          |

## Năm Quốc tế Thiên văn học
Năm Quốc tế Thiên văn học (International Year of Astronomy) đã được chọn và thực hiện là năm 2009. Đó là đề xuất của UNESCO trong Đại hội nghị thứ 33, và được Đại hội đồng Liên Hợp Quốc thông qua tại kỳ họp Đại hội đồng thứ 62.
Năm 2009 là năm kỷ niệm 400 năm ra đời Kính thiên văn (telescope) của Galileo Galilei, và bản đăng tải Astronomia nova của Johannes Kepler, hồi thế kỷ 17.